# Phelsuma pronki
Phelsuma pronki là một loài thằn lằn trong họ Gekkonidae. Loài này được Seipp miêu tả khoa học đầu tiên năm 1994.